# Agrotóxico
Agrotóxico est un groupe de punk hardcore brésilien, originaire de São Paulo.

## Biographie
Agrotóxico est formé en 1993 par Mauro (basse, chant), Marcos (guitare) et Edu (batterie) à Cidade Ademar, São Paulo. Après quelques concerts seulement, Edu quitte le groupe pour fonder un groupe de metal et est remplacé par Silvio Lombrigão. De plus, le groupe se transforme en quatuor avec l'arrivée du bassiste Jeferson. Le groupe se engage dans le do it yourself en créant le festival Som de Rua et en organisant des concerts dans des squats et des usines abandonnées à São Paulo et dans les environs. Le groupe sort d'abord les deux démos Sindicato do crime et Decadência. Ensuite, André rejoint le groupe pour Lombrigão. C'est avec ce line-up que le premier album Caos 1998 est enregistré sur le label indépendant Red Star Recordings du groupe. Fabio Sampaio de Ohlo Seco est invité à chanter. L'album est lui-même produit par Heros Trench et Luís Abbondanza. L'une de leurs chansons les plus connues devient Marcas da Revolta, qui a été diffusée à la radio et à la télévision musicale brésilienne. En 2001, l'album est réédité par le label allemand Dirty Faces Records.
Par la suite, Ohlo Seco effectue sa première tournée européenne, trois des quatre membres jouant également avec ce groupe à l'époque. En conséquence, Agrotóxico publie également un album hommage à Ohlo Seco, sur lequel figurent, outre eux, Ação Direta, Calibre 12, Força Macabra (de Finlande) et Cólera étaient présents. L'album est également sorti en vinyle via Dirty Faces.

## Style musical
Agrotóxico joue une symbiose rugueuse, agressive et rapide de hardcore et de punk rock, leurs chansons ne dépassent que rarement la barre des deux minutes. Le groupe chante principalement en portugais brésilien. Les textes sont critiques envers la société et traitent de l'anarchie, de la répression, du fascisme, de la violence, de la vie dans le tiers monde et des problèmes écologiques. Leurs principales influences sont des groupes européens de crustcore et de punk hardcore comme Rattus, Anti-Cimex, Lama, Appendix, Discharge, Varukers et Canal Terror ainsi que des groupes américains comme 7 Seconds et DRI. Le Ox-Fanzine qualifie la musique du groupe de « punk droit (sic) et énergique », influencé par le hardcore britannique et empruntant des éléments au metal, tout en évitant les "solos de guitare hard rock énervants ».

## Discographie

### Albums studio
- 1998 : Caos 1998 (Dirty Faces/Red Star Recordings)
- 2003 : Estado de guerra civil (Dirty Faces)
- 2007 : Libertação (Red Star Recordings)
- 2013 : XX (Red Star Recordings, Mass Productions, Break the Silence, Dirty Faces, Pumpkin Records)

### Splits
- 2003 : Marcas da Revolta (split avec Rasta Knast, Nasty Vinyl)
- 2004 : Third World Jihad (split avec Flicts, Dirty Faces)
- 2009 : Quebre o Silêncio (split avec Rawside, Break the Silence)

### DVD
- 2010 : Agrotóxico: Pelos Escombros 2009 (Red Star Recordings)